# 로스트 시즌 2
미국의 드라마 시리즈 《로스트》의 두 번째 시즌은 미국과 캐나다에서 2005년 9월 21일에 시작해 2006년 5월 24일에 끝났다. 이 시즌에서는 이전 시즌에 이어 비행기가 남태평양의 외딴 섬에 추락한 직후 40일 후 살아 남은 40명 가량의 사람들의 이야기를 다루고 있다. 이 시즌의 시간대는 2004년 9월 4일에서 27일이다.시즌 1에서는 생존자들의 이야기를 다룬다면, 이 시즌 2에서는 1980년대 달마 이니셔티브의 과학 연구 기지에 대해서 다루고 있다. 드라마 내 생존자들은 이를 "해치"라고 부르고 있다.